# Isla de los Estados (Schiff)
Die Isla de los Estados war ein 1975 als spanische Trans-Bética gebautes Frachtschiff und wurde 1980 von der argentinischen Marine erworben. Während des Falklandkrieges 1982 versenkte eine Fregatte der Royal Navy das Versorgungsschiff.

## Geschichte
Nach Ablieferung an die Tráficos Navieros (Trafinasa) registrierte die Reederei das Schiff an ihrem Sitz in Bilbao als Heimathafen. Die Reederei setzte die Trans-Bética anfangs von ihrem Heimathafen im Liniendienst nach Nordeuropa, der spanischen Levante und anderen Zielen im Mittelmeer ein. Anschließend vercharterte die Reederei das Schiff für ein Jahr an die Naviera Levantina. Zurückgekehrt zur Traficos Navieros wurde sie in der Trampschifffahrt eingesetzt.
1980 kaufte die argentinische Marine das Schiff, um die Linienverbindung zwischen dem argentinischen Festland und den britischen Falklandinseln erfüllen zu können. Da die Marine des Landes für Seetransporte in arktischen Gewässern zuständig war, übernahm der Seetransport der Marine diese Aufgaben. Das Schiff erhielt den Namen Isla de los Estados nach der gleichnamigen Insel Isla de los Estados in Feuerland, wurde in Puerto Belgrano stationiert und war mit Zivilpersonal bemannt. Transportgüter auf dieser Linienverbindung waren in Richtung Falklandinseln neben Versorgungsgütern insbesondere Holz, in der Gegenrichtung transportierte das Schiff vor allem Schafe von den Falklands zum Festland.
Mit Beginn der Operation Rosario, der argentinischen Besetzung der Falklandinseln am 2. April 1982, wurde die Isla de los Estados zu Transportaufgaben herangezogen und mit zusätzlichen Soldaten bestückt. Sie gehörte mit dem Landungsschiff Cabo San Antonio und dem Eisbrecher Almirante Irízar zur Task Force 40, transportierte Ausrüstung des 25. Infanterieregiments und der 9. Pionierkompanie und war das erste Schiff, das in Port Stanley anlegte.
Die Isla de los Estados blieb in der Folge auf den Falklandinseln und übernahm aufgrund ihres geringen Tiefgangs, ihrer Ladebäume sowie der Erfahrung der Besatzung anschließend Transportaufgaben zwischen den Inseln, die die großen Schiffe Río Chisel, Mar del Norte, Formosa und Río Carcarañá nicht übernehmen konnten. Am 15. April wurde die Isla de los Estados als Minenleger genutzt und legte 24 Seeminen vor Stanley.
In den Abendstunden des 11. Mai überraschte die britische Fregatte Alacrity im Falklandsund die Isla de los Estados und versenkte sie durch Artilleriefeuer. Der Versorger, beladen mit Flugbenzin und Munition, flog nach wenigen Treffern in die Luft und sank mit 22 Mann an Bord (51° 42′ S, 59° 29′ W). Nur zwei Überlebende wurden später von den Briten gerettet.

## Bau und technische Daten
Das Frachtschiff war das letzte von drei Schwesterschiffen, die die spanische Erhardt-Gruppe 1974 für ihre Reedereien Naviera Eco und Traficos Navieros bestellte. Auf der Werft Sociedad Metalúrgica Duro Felguera in Gijón erfolgte die Kiellegung dieses dritten Schiffes unter der Baunummer 122. Beim Stapellauf im Juni 1975 erhielt es den Namen Trans-Bética nach der antiken Landschaft und römischen Provinz Baetica im Süden Spaniens. Zwei Monate später lieferte die Werft das Schiff an die Traficos Navieros ab.
Die Trans-Bética hatte ein achtern angeordneten Deckshaus über dem Maschinenraum, war ein Mehrzweckschiff, das für Container, Massengut sowie Schwergut ausgelegt war. Sie verfügte über zwei Laderäume mit drei großen Luken, die zusammen ein Fassungsvermögen von 3982 m³ Getreide oder 3733 m³ Ballen hatten bzw. für die Unterbringung von 65 Containern geeignet waren. Das Ladegeschirr bestand aus zwei 5-Tonnen- und zwei 20-Tonnen-Auslegern.
Ihre Länge betrug 81,40 Meter, sie war 13,43 Meter breit und wies einen Tiefgang von 5,72 bzw. nach anderen Angaben 6,9 Metern auf. Ihre Tonnage betrug 1542 BRT und 948 NRT bei einer Konstruktionsverdrängung von 2684 Tonnen. Der Antrieb bestand aus einem Klöckner-Humboldt-Deutz-Dieselmotor, Modell R5BV-8-M-358, der 2940 PS erzeugte und auf eine Schraube wirkte. Damit erreichte das Schiff eine Geschwindigkeit von 14,0 Knoten. Der Rumpf des Schiffes war eisverstärkt. Die Besatzung bestand unter ziviler Flagge aus 16 Mann, in der argentinischen Marine aus 27 Mann.